# Cunnamulla
Cunnamulla is een plaats in de Australische deelstaat Queensland en telt 1217 inwoners (2006).